# Departamento de Natá
Natá es un efímero departamento que formó parte del Estado Soberano de Panamá (Colombia). Fue creado en 1858, a partir del territorio occidental del departamento de Coclé, más el territorio de Santa María (hoy distrito de Herrera). Tenía por cabecera a Natá de los Caballeros.

## Historia
El departamento de Natá fue creado en 1858 a partir del departamento de Coclé por problemas administrativos, unos tres años después de su fundación (la zona oriental de Coclé se convertiría en el departamento de Soto). No obstante, el departamento tuvo una fugaz existencia, ya que en 1860 volvería a ser fusionado con Soto para restituir el departamento de Coclé.
La línea divisoria entre ambos departamentos fue el río Grande.

## División territorial
El departamento consistía de los distritos de Natá, Olá, Aguadulce y Santa María.